# Federação Europeia para a Imunogenética
A EFI — Federação Europeia para a Imunogenética — é a associação europeia de pessoas com interesses na área da imunogenética.

## História da EFI
Durante o início dos anos 80, os membros do Comité criaram uma organização mais formal, que foi oficializada em meados dos anos 80. Foi iniciada para dar aos cientistas a oportunidade de colaborar uns com os outros e para garantir que as suas descobertas fossem precisas e de alta qualidade. A EFI define uma série de padrões para os laboratórios aderirem e trabalhar para criar relacionamentos com outras organizações em todo o mundo que realizam trabalhos semelhantes.

## Acreditação
Existem agora mais de 200 laboratórios credenciados pela EFI. Esses laboratórios são encontrados não apenas na Europa, mas também em Israel, África do Sul e México e atendem aos critérios estabelecidos pela EFI. Os laboratórios passam por inspeções regulares para garantir que continuam a seguir os padrões e que estão a produzir o trabalho de alta qualidade esperado.

## Comités
Existem vários comités dentro da EFI, incluindo Padrões e Garantia de Qualidade, Acreditação, Educação e Científico. Isso garante que os altos padrões estabelecidos pela federação sejam respeitados.

## Presidente
O actual presidente da EFI é E. Naumova.

## Informação
Existem outras Sociedades Imunogenéticas em todo o mundo, incluindo a ASEATTA, ASHI, BSHI. e DGI.